# Juan Manuel de la Puente
Juan Manuel García de la Puente (Tomellosa, provincia de Guadalajara, 1692- Jaén, 1753) fue un compositor y sacerdote español del período barroco.
Fue maestro de capilla de la Catedral de Jaén entre 1711 y 1753. Sus obras fusionan con maestría géneros y técnicas musicales típicas del Barroco hispano, como policoralismo, forma tradicional de estribillo-coplas, recursos retóricos, con características modernas de ascendencia italiana y elementos estilísticos propios como el virtuoso tratamiento del bajón.

## Biografía
Se formó como seise en la Catedral de Toledo donde tuvo por maestros a Pedro de Ardanaz, Juan Bonet de Paredes y Miguel de Ambiela. El 6 de octubre de 1711 fue elegido maestro de capilla de la Catedral de Jaén tras unas competidas oposiciones. En 1716 fue nombrado canónigo racionero y se le asignó una silla alta en el coro izquierdo de la catedral de esta ciudad. Pasó el resto de su vida en Jaén, dedicado a la enseñanza de la música, la dirección de la capilla musical de la catedral y la composición.

## Obra
Entre sus obras, destacan las cantatas y villancicos. Las cantatas son tanto profanas como sagradas y están escritas para entre una y 12 voces. Las religiosas están dedicadas en su mayor parte al Santisimo Sacramento (59), la Navidad (28), la Concepción (16) y la Asunción (15). Tienen una estructura en la que alternan el recitativo con el aria, precedidas por una introducción. La instrumentación suele estar formada por oboe, bajones, violín, violón y clavecín u órgano.

## Discografía
- Espacios sonoros en la Catedral de Jaén. Juan Manuel de la Puente (1692-1753). Orquesta Barroca de Sevilla. Coro Vandalia. Director: Enrico Onofri. María Espada, soprano. Marta Infante, mezzosoprano. Jesús García Aréjula, barítono. Incluye las siguientes piezas:
  - Salmo a 18 voces en 7 coros: Miserere mei, Deus (1726)
  - Tonada con violines a la Purísima Concepción: Lavanderita soy (1719)
  - Villancico de calenda a 10 voces en tres coros con violines a la Purísima Concepción: A dónde, niña hermosa (1734)
  - Cantata con violines al Santísimo: Del risco se despeña la fuentecilla hermosa.
  - Cantata humana con violines trovada a la Santísima Trinidad: Con el más puro fervor.
- Juan Manuel de la Puente. Cantatas Y Villancicos. Al Ayre Español.[4]
  - Cantata a 4 con violines y bajo a la Asunción. Quien es la aurora.
  - Villancico a 4 con violines al Nacimiento. Niño tierno.
  - Cantata a dúo con violines al Santísimo Sacramento. La llama más divina.
  - Cantata a 4 con violines al Nto. de Nuestro Sr. Jesucristo. Nunca con más sosiego.
  - Cantata con violines al Santísimo. Étereos paraninfos.
  - Villancico a 3 a la Santísima Trinidad. Que dichoso captiberio.
  - Cantata a 4 con violines y bajo al Sr. San Pedro. O principe soberano.